# Excorallana meridionalis
Excorallana meridionalis is een pissebed uit de familie Corallanidae. De wetenschappelijke naam van de soort is voor het eerst geldig gepubliceerd in 1971 door Carvacho & Yanez.